# Moderat
I Moderat sono un supergruppo di musica elettronica tedesco, formatosi a Berlino nel 2002. Il gruppo è il risultato della collaborazione fra Sascha Ring, meglio conosciuto come Apparat, Gernot Bronsert e Sebastian Szarzy, membri dei Modeselektor. Il nome Moderat deriva dalla fusione da questi due nomi.

## Storia
Il loro primo EP, Auf Kosten der Gesundheit, risale al 2002, mentre il primo album in studio è stato pubblicato dopo ben sette anni, per via di disaccordi artistici e divergenze d'opinione in merito al modo in cui portare avanti il lavoro comune. Questo primo LP, Moderat, ha ricevuto recensioni prevalentemente positive; Fishpork ha definito la prima traccia del disco, A New Error, come uno dei migliori brani del 2009.
Il secondo album, intitolato semplicemente II, è stato pubblicato il 2 agosto 2013 dall'etichetta Monkeytown Records. Il primo singolo dell'album, Bad Kingdom, è stato reso disponibile il 28 giugno 2013.
Il 29 marzo 2016 è stata la volta del terzo album dei Moderat, III, anticipato un mese prima dal il singolo Reminder. 
Nell'agosto 2017, i Moderat hanno annunciato una pausa fino a data da destinarsi, una volta che il loro tour mondiale del 2017 si fosse concluso a Berlino il 2 settembre 2017.
Alla fine del 2021, il gruppo è tornato sulle scene annunciando un nuovo progetto discografico. Il quarto album in studio, More D4ta (anagramma di Moderat 4), è stato pubblicato il 13 maggio 2022. I primi tre singoli sono stati presentati tutti nei primi mesi del 2022: Fast Land l'11 febbraio, Easy Prey l'11 marzo e More Love il 1º aprile.

## Formazione
- Sascha Ring
- Gernot Bronsert
- Sebastian Szary

## Discografia

### Album in studio
- 2009 – Moderat
- 2013 – II
- 2016 – III
- 2022 – More D4ta

### Album di remix
- 2023 – Even More D4ta

### Album dal vivo
- 2016 – Live

### Extended play
- 2002 – Auf Kosten der Gesundheit
- 2022 – Amazon Music Live

### Singoli
- 2009 – Rusty Nails
- 2009 – Seamonkey
- 2013 – Bad Kingdom
- 2013 – Gita
- 2014 – Last Time
- 2016 – Reminder
- 2016 – Running
- 2016 – Eating Hooks
- 2022 – Fast Land
- 2022 – Easy Prey
- 2022 – More Love